# Xanthotype
Xanthotype es un género de lepidópteros geométridos de la subfamilia Ennominae.
Mide 30-50 mm. El hábitat es bosques caducos y mixtos. Vuelan de noche y son atraídos a las luces. Las larvas son verdosas e imitan tallitos.
Especies
En Norteamérica hay cinco especies.
- Xanthotype attenuaria Swett, 1918[4]
- Xanthotype barnesi Swett, 1918
- Xanthotype rufaria Swett, 1918
- Xanthotype sospeta (Drury, 1773)
- Xanthotype urticaria Swett, 1918